# 산탄젤로로마노
산탄젤로로마노(이탈리아어: Sant'Angelo Romano)는 이탈리아 라치오주 로마현에 위치한 코무네다. 구이도니아몬테첼리오 북쪽에 위치한다.